# Petr Luxa
Petr Luxa (* 3. března 1972, Praha) je bývalý český profesionální tenista, který nastoupil tenisovou kariéru na okruhu ATP v roce 1993. Na něm zvítězil ve 3 turnajích čtyřhry. Na žebříčku ATP byl pro dvouhru nejvýše postaven na 150. místě (10. července 2006), pro čtyřhru pak 46. místě (24. února 2003).

## Finálová utkání na turnajích ATP

### Vítězství - čtyřhra (3)
| Legenda                |
| Grand Slam (0)         |
| Tennis Masters Cup (0) |
| ATP Masters Series (0) |
| ATP Tour (3)           |

| Č. | Datum          | Turnaj           | Povrch      | Spoluhráč      | Finalisté                   | Výsledek          |
| 1. | 30. duben 2001 | Mnichov, Německo | antuka      | Radek Štěpánek | Jaime Oncins Daniel Orsanic | 5–7, 6–2, 7–65    |
| 2. | 29. duben 2002 | Mnichov, Německo | antuka      | Radek Štěpánek | Petr Pála Pavel Vízner      | 6–0, 46–7, [11–9] |
| 3. | 27. leden 2003 | Milán, Itálie    | koberec (h) | Radek Štěpánek | Tomáš Cibulec Pavel Vízner  | 6–4, 7–64         |